# Tommaso Obicini
 (avril 2022).
Tommaso Obicini  (en latin : Thomas a Novaria)  est un orientaliste et missionnaire italien, né à Nonio, près de Novare, le 9 novembre 1585 et mort à Rome le 7 novembre 1632.

## Biographie
Tommaso Obicini naquit à Nonio, près de Novare, d’où il prit le nom de Thomas a Novaria. Obicini entra dans l’Ordre des Frères mineurs, et fut destiné aux missions du Levant comme commissaire apostolique et de gardien du couvent de son ordre à Jérusalem. Pendant son séjour dans l’Orient, il étudia la  langue et la littérature arabe, celle du syriaque et du copte. À son retour à Rome, il fut chargé d’enseigner ces langues dans le couvent de son ordre, situé au sommet du Janicule en l église San Pietro in Montorio. Il mit la dernière main à son édition de la grammaire arabe intitulée Djaroumia. Il le fit suivre d’une traduction latine et d’un commentaire imprimée à Rome, à l’imprimerie de la Propagande, sous ce titre : Grammatica arabica agrumia appellata, cum versione latina ac dilucida expositione, Rome, 1631, in-8°. Il avait déjà débuté dans la carrière des lettres par une courte introduction à la logique Isagoge, i. e. breve introductorium arabicum in scientiam logices, ac theses sanctæ fidei, Rome, 1620 ; ce volume n’a qu’environ 30 pages in-4°. Obicini, dans ses dernières années, préparait une édition d’un vocabulaire syriaque, disposé par ordre de matières et composé dans le XIe siècle par Élie de Nisibe, métropolitain de Nisibe. Ce manuscrit fut ensuite confié à un de ses disciples, qui le fit imprimer en 1636 sous le titre de Thesaurus arabico-syro-latinus Thomæ a Novaria. Luc de Wadding cite d’autres ouvrages laissés en manuscrit par le P. Obicini, et ajoute qu’il mourut à son couvent de St-Pierre in Montorio en 1638 ; mais cette date paraît être inexacte, car Achille Venerio, éditeur du Thesaurus cité plus haut, imprimé en 1636, dit expressément, dans l’épître dédicatoire, que le P. Thomas était mort depuis quelque temps.

## Œuvres
- Quomodo sanctam et venerabilem Nazaret ecclesiam R.P.F. Thomas a Novaria procuravit, Venise, 1623 ;
- Pia ac fidelis enarratio quomodo divi Iohannis Baptistae templum in Montanis Iudeae per R.P.F. Thomas a Novaria redemptum fuit, Venise, 1623 ;
- Ordo processionis quae fit Jersolymis, Venise, 1623 ;
- Processio celebranda ad sanctissimum nascentis Christi presepe in Betlehem, Venise, 1623 ;
- Laudabilis consuetudo lavandi peregrinorum pedes cum processione, Venise, 1623 ;
- Reditus columbae ab exploratione Terrae Sanctae, 1623, manuscrit conservé à la Bibliothèque apostolique vaticane ;
- Isagoge, idest Breve introductorium arabicum, in Scientiam Logices ac Theses sanctae fidei, Roma, 1625 ;
- Grammatica Arabica, P. Thomae Obicini Noniensis, dioecesis Novariae, Ordinis Minorum, Roma, 1631 : traduction intégrale, commentée, de la grammaire arabe d'Ibn Ajarrum ;
- Thesaurus Arabico-Syro-Latinus, Roma 1636.